# Feliks Trojanowski
Feliks Trojanowski herbu Szeliga – komisarz cywilno-wojskowy ziemi drohickiej w 1794 roku, poseł ziemi bielskiej na Sejm Czteroletni w 1790 roku, sędzia ziemski bielski w latach 1789-1794, pisarz bielski w latach 1788-1789, wojski większy bielski w 1788 roku.
Był członkiem Komisji Dobrego Porządku w 1780 roku. W 1790 roku był członkiem Komisji Porządkowej Cywilno-Wojskowej dla ziemi bielskiej i powiatu brańskiego województwa podlaskiego. 